# Judith Draxler
Judith Draxler, verheiratete Judith Draxler-Hutter (* 24. März 1970 in Feldbach, Steiermark), ist eine ehemalige österreichische Schwimmerin.

## Leben
Judith Draxler nahm für Österreich in den Jahren 1996, 2000 und 2004 an den Olympischen Spielen teil. Die Spezialistin für kurze Kraulstrecken holte in ihrer aktiven Laufbahn 68 österreichische Staatsmeistertitel. 2004 beendete sie ihre Laufbahn als Schwimmerin.
Draxler arbeitet seit dem Abschluss ihres Psychologiestudiums als Magistra an der Karl-Franzens-Universität Graz 1997 als Sport- und Gesundheitspsychologin.
Im Jahr 2005 heiratete sie den Journalisten und späteren Chefredakteur des Sportmagazins Fritz Hutter, 2006 wurden sie Eltern einer Tochter.
Judith Draxler-Hutter ist Psychologin und Personal Coach sowie Athletenvertreterin der Österreichischen Sporthilfe.

## Rekorde
| Österreichische Rekorde (2) | Österreichische Rekorde (2) | Österreichische Rekorde (2) | Österreichische Rekorde (2) |
| --------------------------- | --------------------------- | --------------------------- | --------------------------- |
| 50 m Freistil               | 00:25,54 min                | 13. Juli 2002               | Graz                        |
| 50 m Freistil (Kurzbahn)    | 00:24,81 min                | 14. Dezember 2003           | Dublin                      |
| (Stand: 20. April 2008)     |                             |                             |                             |

## Auszeichnungen
- 2004: Goldenes Verdienstzeichen der Republik Österreich